# Tama (producent instrumentów)

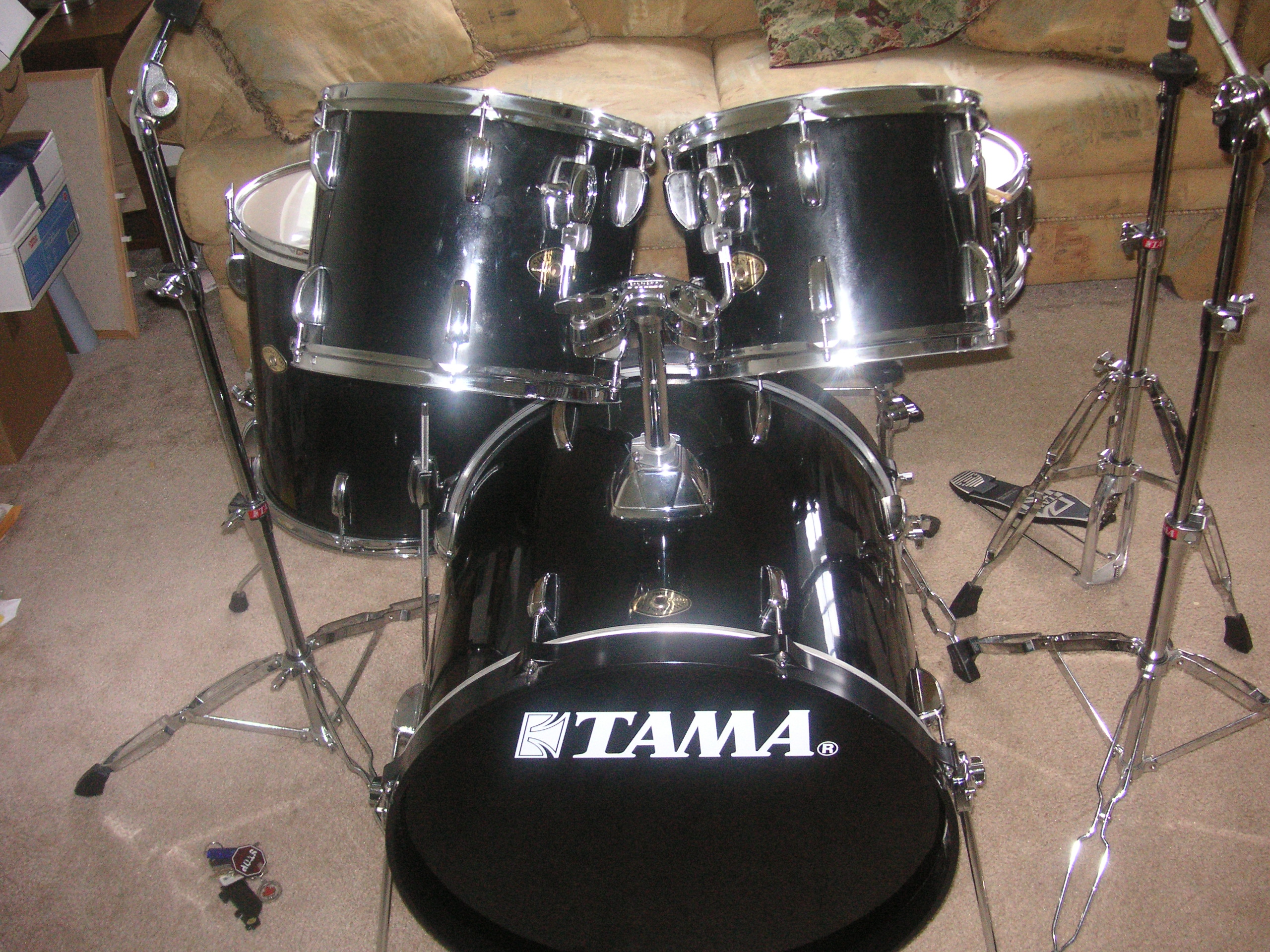
Zestaw perkusyjny TAMA

Tama Seisakusho – przedsiębiorstwo produkujące instrumenty perkusyjne, założone w 1974 roku w Japonii. Właścicielem TAMY jest japońska firma Hoshino Gakki której własnością jest też firma Ibanez produkująca gitary.
Firma produkuje również oktobany, tymp tomy, cowbelle, pałki, hardware mikrofonowy i perkusyjny (statywy, stopy, siedziska itp.)

## Modele zestawów perkusyjnych
| - Aktualne modele: - Imperialstar – dla początkujących - Superstar – półprofesjonalny - Superstar EFX – półprofesjonalny - Superstar Custom – półprofesjonalny - Superstar Hyper-Drive – półprofesjonalny - Superstar EFX Hyper-Drive – półprofesjonalny - Superstar Custom Hyper-Drive – półprofesjonalny - Starclassic Performer B/B EFX – profesjonalny - Starclassic Performer B/B- profesjonalny - Starclassic Maple – profesjonalny - Starclassic Bubinga – profesjonalny - Starclassic Bubinga Omni-Tune – profesjonalny |  | - Dawne modele: - StageStar – początkujący o małych rozmiarach - SwingStar – amatorski do półprofesjonalny - RockStar – półprofesjonalny - SuperStar – półprofesjonalny do profesjonalny - Exotic – profesjonalny (2001 r.). |